# 楠芽吹是勇者
《楠芽吹是勇者》（日語：楠芽吹は勇者である）是日本的輕小說作品，勇者系列的第四作，電視動畫《結城友奈是勇者》的外傳作品。作者是朱白葵（朱白あおい），插圖由BUNBUN繪製，企劃原案和系列構成由貴博擔任，在《電撃G's magazine》2017年八月號附錄的小冊子「DENGEKI G’s NOVEL Vol.23」中開始連載。本作舞台位於香川縣綾歌郡宇多津町。

## 故事
神世紀300年，秋天。結城友奈等人的讃州中学勇者部被選為勇者之後，來自四國各地的32位勇者後補因未被選中而被大赦集結在黃金塔中，並給予了他們新的「防人」角色。

## 登場人物

### 防人
楠芽吹（楠 芽吹（くすのき めぶき），聲：田中美海）
年齢（學年）：14歳（中學2年生） / 出生日：神世紀286年5月9日日 / 身高：159公分 / 血型：B型 / 出身地：香川縣 / 興趣：DIY、塑料模型 / 喜歡的食物：烏冬面、骨付鳥 / 重視的東西：自己的驕傲
本作的主人公，32人的「防人」的指揮官，堅強而認真。努力而且討厭失敗。
儘管為勇者後補中頂級的成績而感到自豪，但最後當上勇者的是同期的三好夏凜，因此希望通過「防人」這個新角色讓大赦重新審視自己。
加賀城雀（加賀城 雀（かがじょう すずめ），聲：種﨑敦美）
年齢（學年）：14歳（中學2年生） / 出生日：神世紀286年7月22日 / 身高：152公分 / 血型：A型 / 出身地：愛媛縣 / 興趣：喋喋不休 / 喜歡的食物：橘 / 重視的東西：自己的性命
「防人」的一員，芽吹的同級生。稱呼芽吹為「メブ」。有著沒有自信的性格，任何事情都以悲觀的角度思考。不明白為何會成為勇者後補。喜歡聊天，喜愛人們的八卦。
在戰鬥中通常不想前進，因此主要擔任防衛角色。
山伏雫（山伏 しずく（やまぶし しずく），聲：石上静香）
年齢（學年）：13歳（中學2年生） / 出生日：神世紀287年2月4日 / 身高：156公分 / 血型：A型 / 出身地：德島縣 / 興趣：沒有 /  喜歡的食物：拉麵 / 重視的東西：自己
「防人」的一員，芽吹的同級生。在複雜的家庭環境中長大，不會把自身的感情表現出來，與他人的溝通非常少，因此被認為是很難理解的人。
實際上是雙重人格患者、前述的性格為表面人格。當遇上危及生命的危機時，裡人格「シズク」就會浮現。這個人格會以「俺」稱呼自己，與表面人格相反，非常好戰，并認為「我不能服從比我弱的人」。
在就讀神樹館小学校的時候，就讀鷲尾須美、乃木園子、三ノ輪銀旁邊的班級。對當時的須美抱有尊敬、欽佩的感情，因此讓堅持「成為勇者」的芽吹感到不高興。
彌勒夕海子（弥勒 夕海子（みろく ゆみこ），聲：大空直美）
年齢（學年）：15歳（中學3年生） / 出生日：神世紀285年4月27日 / 身高：163㎝ / 血型：O型 / 出身地：高知縣 / 興趣：下午茶 / 喜歡的食物：鰹 / 重視的東西：家族的繁榮
「防人」的一員，芽吹的前輩。自豪感很高，顯而易見，努力提高成就的精神比平常人更強。但是，雖然運動神經較弱，整體能力平庸，所以感覺在戰鬥中往往是比較空閒的。
夕海子的彌勒家，曾經與赤嶺家一起拯救過世界。

### 巫女
國土亞耶（国土 亜耶（こくど あや），聲：大野柚布子）
年齢（學年）：12歳（中學1年生） / 出生日：287年11月20日 / 身高：147㎝ / 血型：A型 / 出身地：香川縣 / 興趣：打掃 / 喜歡的食物：烏冬面 / 重視的東西：朋友
有著從神樹接受神諭能力的巫女的其中一人。與芽吹等4人一同行動。在一個有著虔誠信仰的家中長大，因為有著非常純粹的個性，所以是芽吹四人中的清爽劑。 在被其他強大的防人成員包圍的同時，會一直關心他們的動向並努力支持他們。

### 其他
女性神官（聲：佐藤利奈）
大赦的女性神官，平常會戴著面具，無法得知表情。向芽吹等人傳達大赦指令的角色。

## 出版書籍

### 小說
作者：，企劃原案、系列構成：（MinatoSoft），插畫：BUNBUN，監修 ：Project 2H。
於『電撃G's magazine』2017年8月號連載至2018年1月號。
小說收錄第1-6話和外傳。
| 冊數 | KADOKAWA、ASCII Media Works | KADOKAWA、ASCII Media Works |
| 冊數 | 發售日期                    | ISBN                        |
| ---- | --------------------------- | --------------------------- |
| 1    | 2017年12月16日              | ISBN 978-4-04-893501-2      |